# Il pianoforte senza confini
Il pianoforte senza confini è un album di Enrico Pieranunzi, pubblicato dalla Fonit Cetra nel 1987. Il disco fu registrato il 22 febbraio 1987.

## Tracce
1. Suite Bergamasque: Prélude – 6:23 (Claude Debussy)
2. Etude n°1: Pour les cinq doigts – 3:16 (Claude Debussy)
3. Le Tombeau de Couperin: Prélude – 2:36 (Maurice Ravel)
4. Valse noble et sentimentale n°1 – 1:44 (Maurice Ravel)
5. Caresse dansée op.57 n°2 – 1:42 (Aleksandr Nikolaevič Skrjabin)
6. Evans Remembered – 3:30 (Enrico Pieranunzi)
7. Don't Forget the Road – 6:00 (Enrico Pieranunzi)
8. Very Early – 3:10 (Bill Evans)
9. TTT (Twelve Tone Tune) – 4:37 (Bill Evans)
10. Turn Out the Stars (Bill Evans)

## Musicisti
- Enrico Pieranunzi - pianoforte